# Oulema gallaeciana
Oulema gallaeciana là một loài bọ cánh cứng trong họ Chrysomelidae. Loài này được Heyden miêu tả khoa học năm 1879.

## Hình ảnh

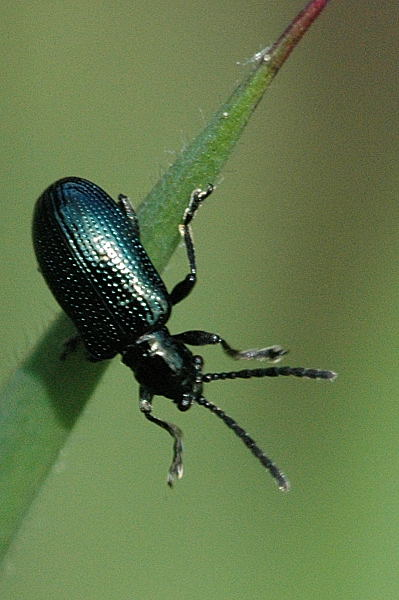
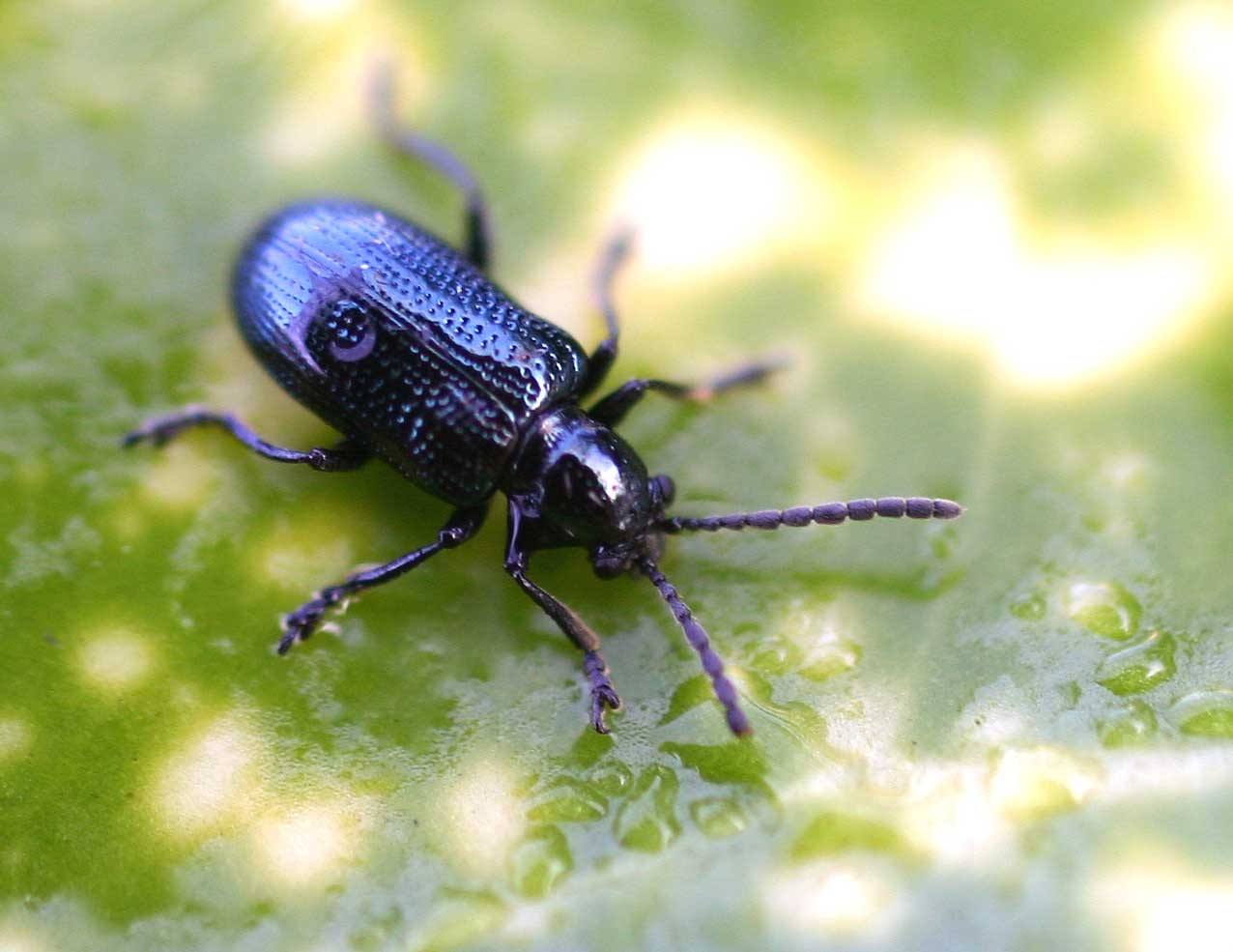
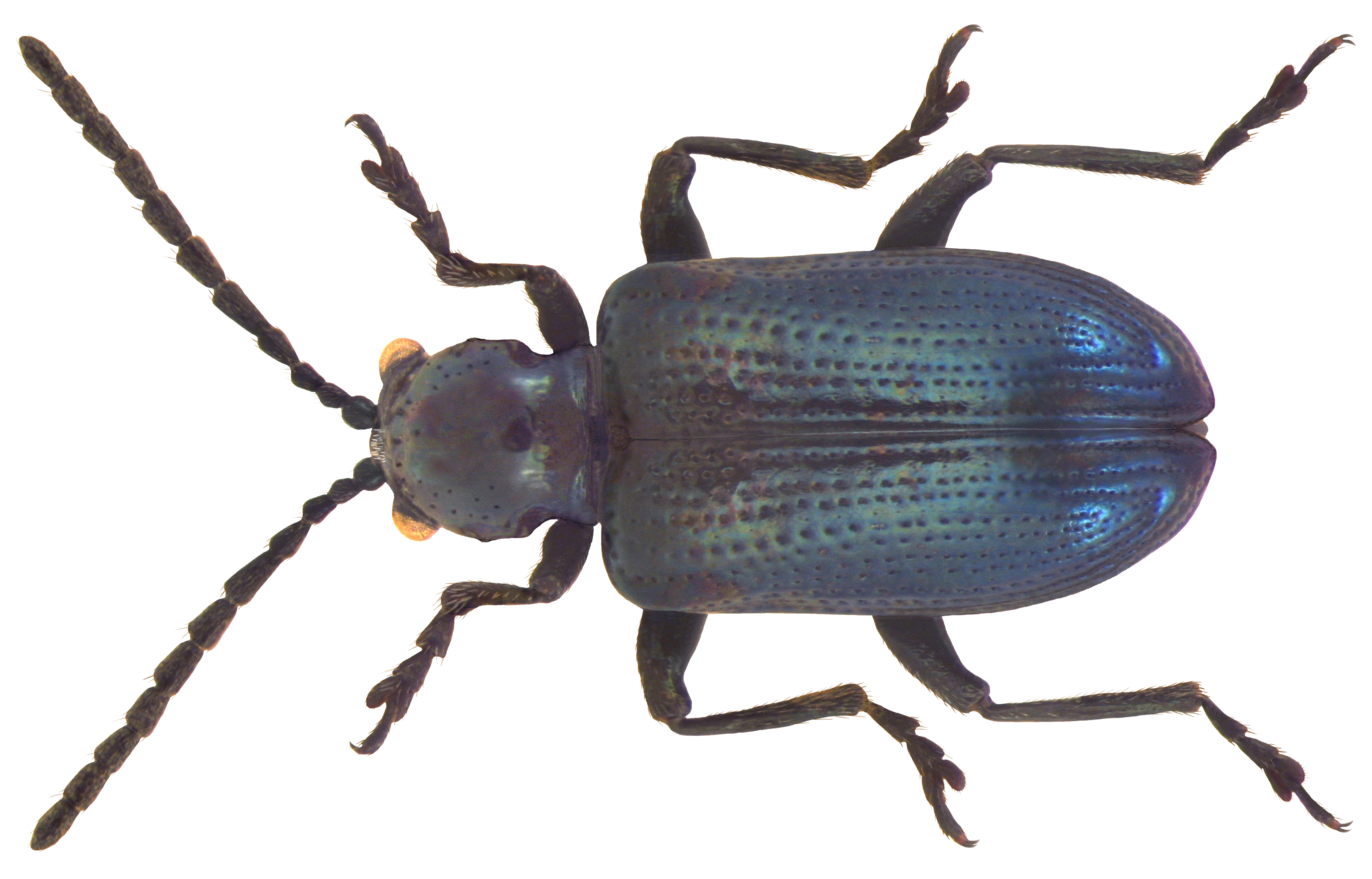